# Галкин, Алексей Алексеевич
Алексе́й Алексе́евич Га́лкин (1881, Вологда — 1942, Ленинград) — помощник присяжного поверенного в Вологде, журналист, издатель газет, театральный критик, общественный деятель.
Псевдонимы: А. Г., Аз., Гамма., Диэс., Карский., А., Некто.

## Биография
Родился в семье вологодского купца Алексея Александровича и Надежды Александровны Галкиных. Брат Александр. Работал журналистом, был издателем газет «Северная Земля» и «Вологодский листок». Занимался общественной деятельностью.
На 1904 год являлся членом-соревнователем Общества вспомоществования нуждающимся учащимся в народных училищах Вологды.
11 марта 1906 года вошёл в число вологжан присоединившихся к Всероссийскому протесту против смертной казни. Был помощником присяжного поверенного и членом консультации присяжных поверенных при Вологодском окружном суде.
Окончил Демидовский юридический лицей и Императорский Санкт-Петербургский университет.
Проживал в Вологде по улице Пятницкой (ныне Мальцева), д. 13, кв. 2. 16 июня 1913 года избран в гласные Городской Думы на 1913—1917 годы. 15 ноября 1913 года был избран председателем театральной комиссии в Вологодской городской думе. 21 ноября 1913 года избран в члены Вологодского общества изучения Северного края. 21 ноября 1913 года был избран на заседании членов Северного кружка любителей изящных искусств кандидатом в члены этого кружка, позднее стал его членом. 22 декабря 1913 года как председатель в составе театральной комиссии осматривал здание городского театра.
На 27 января 1914 года входил в состав комиссии по благоустройству города Вологды вместе с П. П. Котовым. 28 марта 1914 года на заседании Вологодской городской думы избран в члены правления городской библиотеки.
11 марта 1915 года был избран членом правления в I—ой общей рабочей больничной кассе Вологды. Умер в блокадном Ленинграде от голода. Похоронен на Пискарёвском кладбище.

## Публикации
- Имеет более тысячи критических заметок в газетах, где был издателем по теме театра и искусства[4].
- Галкин А. Полиграфическое производство. // Северная Промышленность. — Вологда, 1922. — № 1.
- Галкин А. Государственная промышленность Вологодской губернии. // Северная промышленность. — Вологда, 1922. — № 3. — С. 2.

## Архив
ГАВО. — Ф. 18. Оп. 2. Д. 3234; Ф. 111. Оп. 2. Д. 684. Л. 1., Д. 683. Л. 6.; Ф. 179. Оп. 3. Д. 3007, Д. 3015, Д. 3034.